# Département de General Güemes (Salta)
Pour les articles homonymes, voir Güemes.
Le département de General Güemes est une des 23 subdivisions de la province de Salta, en Argentine. Son chef-lieu est la ville de General Güemes.
Le département a une superficie de 2 365 km2. Sa population s'élevait à 42 255 habitants en 2001.

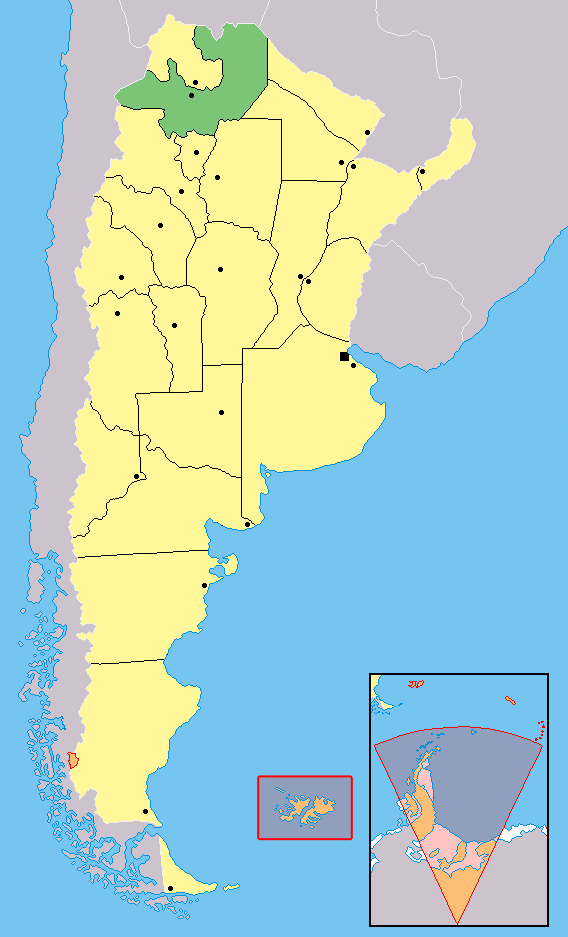
Localisation de la province de Salta en Argentine